# Mlinar (hrošč)
Mlinar (znanstveno ime Polyphylla fullo) je vrsta hroščev iz družine skarabejev, razširjena po Evropi, Severni Afriki in Mali Aziji.

## Opis
Odrasli hrošči dosežejo v dolžino do 38 mm. Zadržujejo se predvsem na toplih peščenih ali prodnatih tleh ob rekah in v višje ležečih predelih. Od sredine junija do začetka septembra se najraje zadržujejo na borih, pa tudi na nekaterih vrstah listavcev.